# Ториэль
Ториэль (англ. Toriel) — вымышленный персонаж и первый босс локации Руины в компьютерной игре Undertale. Персонаж был создан как олицетворение материнства и чрезмерной назидательности видеоигр. Один из ключевых персонажей в игре, «хранительница Руин». Она является представителем расы монстров с висячими ушами, маленькими рожками и белым мехом, а также одета в фиолетовую мантию. Ториэль объясняет основные принципы игры, буквально «держа игрока за руку» на начальном этапе прохождения Руин. Собственное её имя Ториэль является частичной анаграммой от слова туториал (англ. tutorial — жаргонное название учебного руководства компьютерной игры). При попытке выйти из Руин преграждает путь игроку и принуждает того к бою. Игрок может убить её или убедить прекратить борьбу, что влияет на ход всей последующей игры.
Персонаж привлёк внимание критиков и фанатов благодаря своей индивидуальности, а также нетипичному моральному выбору в битве с боссом. Версия персонажа также появляется в Deltarune.

## Сюжетная роль

### Undertale

Ториэль ведёт игрока за руку — метафорически и буквально

Игрок встречает Ториэль вскоре после того, как падает в Подземелье, где она пытается играть роль матери, желающей защитить игрока от опасностей своего мира. Ториэль обучает игрока механике игры, призывая его проявлять милосердие к врагам, а не нападать на них. Дав игроку телефон, по которому можно связаться с ней, она оставляет его одного разбираться в Руинах, после чего игрок встречает Ториэль уже рядом с её домом.
В доме Ториэль настойчиво пытается позаботиться об игроке, в то время как игрок пытается покинуть Руины. Видя ранее, как несколько человеческих детей погибли от рук Азгора Дримурра, короля Подземелья, она не выпускает игрока из руин из-за соображений безопасности и вступает с ним в бой. Если игрок не убьёт её, битва будет «долгой и трудной», и не будет никаких признаков того, что тактика игрока работает, пока она, наконец, не сдастся. Ториэль нужно пощадить много раз, чтобы она позволила игроку покинуть Руины. Однако если игрок убьёт Ториэль после того, как она сдаётся, она говорит игроку о том, что жалеет о попытке воспитывать игрока. Если игрок загружает игру после сражения с Ториэль, чтобы посмотреть альтернативный исход, появляется говорящий цветок Флауи и высмеивает игрока, указывая также на использование сохранённых игр в качестве сюжетного элемента в Undertale. Если её убивают после убийства 20 монстров в Руинах, Ториэль перед смертью замечает, что защищала не игрока, удерживая его в Руинах, а монстров за пределами Руин от игрока. С этого момента начинается старт «пути геноцида» в игре.
Позже выясняется, что Ториэль когда-то была женой короля Азгора, и у них был сын Азриэль. Когда Азриэль умер, Ториэль отказалась от короны из-за разногласий с Азгором по поводу его намерения убивать человеческих детей, чтобы снять печать, удерживающую монстров под землей.
В конце пути «Истинного пацифиста» Ториэль прибывает в «Новый дом» (столицу монстров) и спасает человека от Азгора. В этот момент внезапно появляется Флауи и поглощает её душу вместе со всеми остальными монстрами, чтобы вернуть себе истинную форму Азриэля. Позже, после того как игрок сразится с Азриэлем и тот разрушит барьер, Ториэль и другие монстры покинут Подземелье. Ториэль предлагает свой дом человеку; игрок может принять или отвергнуть это предложение. В неигровом пацифистском эпилоге показано, что Ториэль осуществила свою мечту — основала школу и преподаёт в ней.

### Deltarune
В Deltarune Ториэль — приемная мать главного персонажа игры Криса и родная мать Азриэля. Отец Азриэля, Азгор, на момент событий игры — бывший муж. Она будит Криса в начале первой главы и отвозит его в школу. После возвращения из Тёмного мира Ториэль звонит Крису и сообщает ему, что у него будут неприятности из-за того, что он вовремя не пришёл домой из школы. Однако она, рада слышать, что у Криса появился друг (Сьюзи), и разрешает ему осмотреть город. Позже она появляется, когда Крис окончательно возвращается домой. Во второй главе игры Ториэль можно увидеть беседующей с Альфис о самочувствии Криса во время пролога; в эпилоге она приглашает Сьюзи в дом Дримурров и предлагает ей переночевать после того, как у её машины прокололи шины.

## Создание
Ториэль изначально задумывалась создателем игры, Тоби Фоксом, как «обучающий человек, который не выносит, когда вы её покидаете». Позже она была включена в демо-версию игры в качестве последнего из двух боссов (первым был Напстаблук), которая использовалась для продвижения успешной кампании на Kickstarter.

## Товары
Плюшевая игрушка Ториэль была выпущена компанией Fangamer. Внутри игрушки находится душа с белым сердцем, которую можно найти, только если разрезать её на части. Эта деталь отражает сцену ее смерти в Undertale и была описана Kotaku как «странно тревожная». Пластиковая фигурка Ториэль также была выпущена Fangamer как часть набора персонажей игры.

## Оценка
Джесс Джохо из Kill Screen назвала Ториэль «опирающейся на нечеловечески самоотверженный образ материнства», но делающей это с определённой целью, похвалив сражение с боссом как уважение к способности игрока обдумать проблему, а также позывы к его основным человеческим инстинктам. Она заявила, что игра является отражением «патриархального» игрового дизайна, который побуждает игроков нетерпеливо «жертвовать собственной матерью и человечностью» вместо того, чтобы пытаться взаимодействовать с врагом на «человеческом уровне».
Натан Грейсон из «Kotaku» заявил, что он убил Ториэль во время прохождения игры, и это заставило его плакать из-за её дружелюбия и родственности как персонажа. Он также похвалил игру за то, что она не забыла об убийстве при следующем прохождении. Джек де Куидт из «Rock, Paper, Shotgun» назвал обучающую последовательность с её участием «прекрасно проработанной» и похвалил персонажа, сказав: «с Ториэль всё в порядке», а Ричард Коббетт с того же сайта назвал ее спрайтовую анимацию «сдержанной, но эффективной».
Джули Манси из Kill Screen раскритиковала встречу с Ториэль как неинтуитивную, сказав, что она потеряла доверие к игре после того, как её фактически заставили убить Ториэль, что вынудило её пройти «нейтральный» путь игры. По мнению Сергея Цирюлика из Игромании, Undertale очень настойчиво заставляет игрока убить Ториэль, чтобы затем играть на чувстве вины.